# Giovanni Alberti (matematico)
Giovanni Alberti (Ferrara, 21 marzo 1965) è un matematico italiano.

## Biografia
Consegue la laurea in Matematica nel 1988 all'Università di Pisa, contestualmente al diploma della Scuola Normale Superiore di Pisa. Successivamente segue il corso di perfezionamento, equivalente al dottorato di ricerca, presso la Scuola Normale Superiore, studiando con Ennio De Giorgi. Attualmente è professore ordinario di Analisi Matematica presso la stessa Università di Pisa. Nel 2002 l'Unione Matematica Italiana gli ha conferito il Premio Caccioppoli; nel 2004 è stato invited speaker al quarto European Congress of Mathematics di Stoccolma. Ha vinto l'edizione 2019 del Premio Amerio.
I principali interessi di Giovanni Alberti sono rivolti al Calcolo delle Variazioni, all'Analisi reale, e a vari aspetti dell'analisi e della formulazione di modelli matematici di fenomeni fisici.

## Principali risultati
Giovanni Alberti ha dimostrato alcuni teoremi che giocano un ruolo notevole nell'Analisi Matematica contemporanea.
In particolare:
Nel 1989 ha dimostrato un risultato molto sorprendente, e di sapore classico, che afferma che dato un qualsiasi campo vettoriale di Borel e una qualsiasi quantità positiva assegnata a priori, esiste una funzione differenziabile il cui gradiente coincide con il campo assegnato al di fuori di un insieme misurabile, la cui misura è minore della quantità positiva assegnata in partenza. Questo risultato gioca un ruolo importante nella dimostrazione di vari teoremi di rilassamento nel Calcolo delle Variazioni.
Nel 1993 ha risolto in positivo un'importante congettura di Ennio De Giorgi e Luigi Ambrosio, dimostrando che la matrice polare (di densità) della parte singolare della derivata di una funzione a variazione limitata ha rango uno quasi ovunque, rispetto alla parte singolare stessa. La dimostrazione è basata su alcune tecniche innovative di teoria della misura e usa a fondo il concetto di misura tangente. Questo teorema è oggi noto come "Teorema Rango uno di Alberti" ed è alla base della dimostrazione di vari delicati risultati. Ad esempio, l'esistenza di soluzioni rinormalizzate per l'equazione del trasporto con coefficienti a variazione limitata.
Successivamente Giovanni Alberti si è dedicato a varie questioni di analisi reale, di Teoria Geometrica della Misura, del calcolo delle variazioni e delle sue applicazioni, con particolare attenzione all'uso della Gamma convergenza nella costruzione di modelli variazionali per problemi di transizione di fase. Di rilievo sono i suoi lavori sul funzionale di Ginzburg-Landau e sui problemi di transizione di fase.